# Berliner Schachverband
Der Berliner Schachverband e. V. (BSV) ist der Landesverband der Berliner Schachvereine und vertritt diese im Deutschen Schachbund.

## Geschichte

### Allgemeiner Schachbund zu Berlin (ab 1901)
Am 26. April 1901 erfolgte die Gründung eines Berliner Verbandes, der als Vorgänger des heutigen Berliner Schachverbandes gilt. Damals wurde der Allgemeine Schachbund zu Berlin von den Vereinen Berliner Schachgesellschaft, Schachclub Springer, Berliner Schachverein von 1876, der Redaktion Wochenschach, Schachclub Turm, SC Anderssen, SK Nord und dem Neuen Berliner Schachclub gegründet. Die Gründungsvereine brachten mehr als 400 Mitglieder mit in den Verband.
Erster Vorsitzender bis 1903 war Wilhelm Pape, danach löste ihn Richard Steinweg für zwei Jahre ab, bevor wieder Pape die Führung übernahm.
Im Sommer 1902 führte der Allgemeine Schachbund zu Berlin sein erstes Turnier durch, das von Ossip Bernstein vor Moritz Lewitt und Piotrowski gewonnen wurde.

### Freie Vereinigung der Groß-Berliner Schachvereine (ab 1919)
Bedingt durch den Ersten Weltkrieg von 1914 bis 1918 kam die Verbandsarbeit zum Erliegen. Die Berliner Schachgesellschaft lud deshalb am 25. März 1919 alle Berliner Vereine dazu ein, über das zukünftige Verbandsleben zu beraten. Die Freie Vereinigung der Groß-Berliner Schachvereine wurde gegründet und der Beitritt zum Deutschen Schachbund beschlossen. Gründungsmitglieder waren die Vereine Schachverein Anderssen, Schachverein Bauer, Berliner Schachgesellschaft von 1827, Berliner Schachverein von 1876, Schachabteilung des Sportklubs Charlottenburg, Schachklub Doppelbauer, Schachklub Springer, Schachklub Süd-West, Schachklub Walbrodt, Schöneberger Schachklub, Schachverein Schallopp in Steglitz, Schachgesellschaft Steglitz-Südende, Schachverein Lichterfelde, Mariendorfer Schachklub, Schachklub Oberspree, Schachklub Pankow und die Karlshorster Schachgesellschaft – zusammen 17 Vereine mit 850 Mitgliedern.
Zum Vorsitzenden wurde Ehrhardt Post gewählt, der auch den Vorsitz bei der Berliner Schachgesellschaft hatte.

### Berliner Schachverband

#### Umbenennung zum BSV (1922)
Die Freie Vereinigung der Groß-Berliner Schachvereine beschließt am 6. April 1922 die Bildung eines Brandenburgischen Schachverbandes. Die Freie Vereinigung soll unter dem Namen Berliner Schachverband als
Unterverband bestehen bleiben. Als weitere Unterverbände sind der
Lausitzer Schachbund für den Süden und Osten, ein Märkischer Schachbund für den Norden und ein Havelländischer Schachbund für den Westen um Berlin gedacht.
Ehrhardt Post bleibt Vorsitzender bis zum Zweiten Weltkrieg.

#### Anschluss des Brandenburgischen Schachverbands (1928)
Am 16. Dezember 1928 wurde in einer außerordentlichen Versammlung einstimmig die Auflösung und der Anschluss des Brandenburgischen Schachverbands an den Berliner Schachverband beschlossen. Somit wurden die Vereine Schachklub Bauer e. V. Berlin, Schachklub Steinitz Berlin, Schachklub Turm Berlin, Schachklub 1906 Berlin, Schachverein 1880 Berlin, Schachgesellschaft Oberschöneweide, Potsdamer Schachgesellschaft 1859 und Brandenburger Schachgesellschaft zum Berliner Schachverband überführt.

#### BSV in der Nachkriegszeit (ab 1945)
Aufgrund alliierter Regelungen erhalten die Berliner Sportvereine erst nach und nach wieder eine Zulassung. Bis dahin existiert der Verband als Schachsparte Berlin. Spartenleiter ist Franz Hänicke.
Ehrhardt Post verstirbt am 1. August 1947 nach schwerer Krankheit 65-jährig in Berlin.
1949 löste Hermann Gulweida Hänicke als Spartenleiter ab. Wenig später konstituiert sich unter der Leitung von Erich Stallknecht der Berliner Schachverband. Die Berliner Schachsparte setzte ihre Arbeit fort.
Im Januar 1951 tritt der Vorstand des Berliner Schachverbands komplett zurück und Erich Stüber wird zum neuen Vorsitzenden gewählt. Er bleibt bis zu seinem Tod am 31. März 1965 im Amt.

#### Teilung (um 1952)
1952 spürt auch der Berliner Schachverband die Folgen der Teilung. Die Berliner Mannschaftsmeisterschaft 1952/53 muss schon getrennt durchgeführt werden. Im Osten Berlins übernimmt der Bezirksfachausschuss (BFA) Schach Groß-Berlin die Führung. Otto Ruppe wird erster Vorsitzender des BFA.
Bis zur Saison 1989/90 gibt es einen getrennten Spielbetrieb. Im Berliner Schachverband (West-Berlin) heißen die Vorsitzenden in den nächsten Jahren Alfred Kinzel, Alfons Henske, Heinrich Burger und Alfred Seppelt. Im BFA folgen Kurt Eberhardt und Gerhard Mietzelfeldt.

#### Wiedervereinigung (1991)
Bereits in der Saison 1990/91 haben der Berliner Schachverband und der inzwischen in Schachverband Berlin umbenannte BFA einen gemeinsamen Spielbetrieb. Die Vereinigung beider Verbände wird am 1. Januar 1991 beschlossen. Alfred Seppelt wird auf dem Verbandstag am 23. März 1991 zum Vorsitzenden gewählt. Gerhard Mietzelfeldt verzichtete auf eine Kandidatur.

#### Das neue Jahrtausend
Seppelt trat 2004 aus Altersgründen nicht mehr an. Sein einstimmig gewählter Nachfolger wurde Matthias Kribben, der von 2007 bis 2009 auch Vizepräsident des Deutschen Schachbundes war. 2010 unterlag Kribben seinem Herausforderer Carsten Schmidt. Schmidt war seit 1995 Mitglied im Präsidium des Verbandes, zuerst als Landesjugendwart, später unter Kribben als Vizepräsident.
Zu Beginn des neuen Jahrtausends haben auch viele inzwischen etablierte Berliner Traditionsopen ihren Anfang gehabt. 2000 fand die erste Ausgabe des „Kreuzberg-Open“ statt, das seit 2012 als „Werner-Ott-Open“ stattfindet. 2002 fand die erste Ausgabe des Lichtenberger Sommers statt, das 2024 – nur unterbrochen während der Coronapandemie – mit der 20. Austragung Jubiläum feiert.
2020 trat Schmidt nach 10 Jahren als Präsident nicht erneut an, der Berliner Schachverband ernannte ihn 2022 zum Ehrenpräsidenten. Nachfolger wurde der bisherige Vizepräsident Christian Kuhn, der 2021 aus gesundheitlichen Gründen zurücktrat. Ihm folgte wiederum der seit 2020 amtierende Vizepräsident Paul Meyer-Dunker nach, der mit damals 29 Jahren der jüngste Präsident in der Geschichte des BSV wurde.
Seit 2020 hat der Berliner Schachverband eine rasante Mitgliederentwicklung genommen. Während der Coronapandemie verlor der Berliner Schachverband innerhalb von kurzer Zeit über 200 Mitglieder und fiel auf nur noch knapp über 2600 Mitglieder. Nach dem Ende der Pandemie konnte sich der Verband aber nicht nur von diesem Mitgliederverlust erholen, sondern 2023 zum ersten Mal seit über 30 Jahren über 3000 Mitglieder verzeichnen und auch 2024 ist kein Ende dieser Entwicklung in Sicht. Während zu Beginn der 2010er Jahre lediglich der SC Kreuzberg über 100 Mitglieder verzeichnen konnte, hatten Mitte 2024 bereits 10 Vereine über 100 Mitglieder.
Auch im Verband selber gab es in den 2020ern einige Veränderungen. Die Berliner Einzelmeisterschaft wird seit 2022 mit deutlich erhöhtem Preisgeld ausgetragen, der Sieger erhält statt 500 € ein Preisgeld von 2.500 €, mit dem Ziel, dass mehr Berliner Spitzenspieler wieder an der Berliner Meisterschaft teilnehmen. Seit 2023 ist selbiges für die Berliner Frauen-Einzelmeisterschaft umgesetzt. Seit 2022 wird in Kooperation mit dem Hochschulsport der Humboldt-Universität eine jährliche Uni-Meisterschaft ausgetragen. Und seit 2023 wurde ein neues Kaderkonzept für eine verstärkte Jugendförderung umgesetzt, das sich an dem Konzept des Hessischen Schachverbandes orientiert. Zugleich versucht sich der Berliner Schachverband auch innerhalb des Deutschen Schachbundes vermehrt inhaltlich einzubringen. So wurden seit 2021 u. a. Anträge des BSV zur Frauenförderung, einer Reform der Deutschen Meisterschaft, der Einführung einer Deutschen Meisterschaft im Schach960 sowie zur Einführung einer Elo-Zahl im Schach960 vom Bundeskongress des Deutschen Schachbundes angenommen.

## 1. Vorsitzende
| 1. Vorsitzender       | Zeitraum   |
| --------------------- | ---------- |
| Wilhelm Pape          | 1901–1903  |
| Richard Steinweg      | 1903–1905  |
| Wilhelm Pape          | 1905–1909  |
| Theodor Bretschneider | 1909–?     |
| Ehrhardt Post         | 1919–1945? |
| Franz Hänicke         | ?–1949     |
| Hermann Gulweida      | 1949       |
| Erich Stallknecht     | 1949–1951  |
| Erich Stüber          | 1951–1965  |
| Alfred Kinzel         | 1965–1974  |
| Heinrich Burger       | 1974–1976  |
| Hans O.K. Werner      | 1976       |
| Alfons Henske         | 1976–1984  |
| Alfred Seppelt        | 1984–1991  |

## Präsidenten
| Präsident         | Zeitraum  |
| ----------------- | --------- |
| Alfred Seppelt    | 1991–2004 |
| Matthias Kribben  | 2004–2010 |
| Carsten Schmidt   | 2010–2020 |
| Christian Kuhn    | 2020–2021 |
| Paul Meyer-Dunker | seit 2021 |

Liste beim Berliner Schachverband (Memento vom 23. Oktober 2007 im Internet Archive)

## Mitgliederentwicklung
| Datum           | Mitglieder | Größte Vereine                                                                |
| --------------- | ---------- | ----------------------------------------------------------------------------- |
| 15. Juli 1996   | 2732       | SC Kreuzberg (154), SK König Tegel (136), Sfr.Neukölln (108)                  |
| 15. Januar 1997 | 2779       | SC Kreuzberg (153), SK König Tegel (135), Sfr.Neukölln (103)                  |
| 15. Juli 1997   | 2779       | SC Kreuzberg (153), SK König Tegel (135), Sfr.Neukölln (103)                  |
| 15. Januar 1998 | 2837       | SC Kreuzberg (159), SK König Tegel (141), Sfr.Neukölln und Rotation (94)      |
| 15. Juli 1998   | 2723       | SC Kreuzberg (147), SK König Tegel (131), Rotation (95)                       |
| 15. Januar 1999 | 2752       | SC Kreuzberg (140), SK König Tegel (131), Rotation (99)                       |
| 15. Juli 1999   | 2607       | SC Kreuzberg (149), SK König Tegel (133), Sfr.Neukölln und Rotation (91)      |
| 15. Januar 2000 | 2599       | SC Kreuzberg (157), SK König Tegel (125), SG Lasker (113)                     |
| 15. Juli 2000   | 2618       | SC Kreuzberg (172), SK König Tegel (130), Rotation (90)                       |
| 15. Januar 2001 | 2605       | SC Kreuzberg (171), SK König Tegel (127), SC Weisse Dame (93)                 |
| 15. Juli 2001   | 2605       | SC Kreuzberg (174), SK König Tegel (129), SC Weisse Dame (95)                 |
| 15. Januar 2002 | 2541       | SC Kreuzberg (161), SK König Tegel (122), SC Weisse Dame (102)                |
| 15. Juli 2002   | 2535       | SC Kreuzberg (174), SK König Tegel (120), SC Weisse Dame und Königsjäger (87) |
| 15. Januar 2003 | 2539       | SC Kreuzberg (163), SK König Tegel (127), SG Lasker (89)                      |
| 15. Juli 2003   | 2599       | SC Kreuzberg (172), SK König Tegel (127), SG Lasker (88)                      |
| …               |            |                                                                               |
| 15. Januar 2005 | 2765       |                                                                               |
| 15. Juli 2005   | 2680       |                                                                               |
| 15. Januar 2006 | 2620       |                                                                               |
| 15. Juli 2006   | 2593       | SC Kreuzberg (138), SK König Tegel (101), SC Weisse Dame (90)                 |
| 31. Januar 2010 | 2406       | SC Kreuzberg (123), SC Weisse Dame (99), König Tegel (81)                     |
| Mai 2025        | 3155       | SC Kreuzberg (255), TSG Oberschöneweide (200), SC Weisse Dame (195)           |